# Rashaan Evans
Rashaan Evans (Auburn, 8 novembre 1996) è un giocatore di football americano statunitense che milita nel ruolo di linebacker per gli Atlanta Falcons della National Football League (NFL).

## Carriera universitaria
Al college Alexander giocò a football con gli Alabama Crimson Tide dal 2014 al 2017 vincendo due campionati NCAA nel 2015 e nell'ultima stagione, quando fu inserito nella formazione ideale della Southeastern Conference dopo avere guidato la squadra con 74 tackle malgrado l'avere saltato due gare per infortunio.

## Carriera professionistica

### Tennessee Titans
Il 26 aprile 2018 Evans fu scelto come 22º assoluto nel Draft NFL 2018 dai Tennessee Titans. Debuttò come professionista subentrando nella gara del secondo turno contro gli Houston Texans. La sua stagione da rookie si chiuse con 53 placcaggi e un passaggio deviato in 15 presenze.

### Atlanta Falcons
Il 4 aprile 2022 Evans firmò un contratto di un anno con gli Atlanta Falcons.